# Parobisium utahensis
Parobisium utahensis är en spindeldjursart som beskrevs av William B. Muchmore 1968. Parobisium utahensis ingår i släktet Parobisium och familjen helplåtklokrypare. Inga underarter finns listade i Catalogue of Life.